# Charlotte Morel
Charlotte Morel (* 16. Januar 1989 in Draguignan) ist eine ehemalige französische Triathletin und vielfache französische Duathlon- sowie Triathlon-Meisterin verschiedener Altersklassen.

## Werdegang
Morel wurde der Leistungssport gleichsam in die Wiege gelegt. Mit drei Jahren konnte sie bereits schwimmen und mit zehn nahm sie an den ersten Cross-Country-Bewerben der UNSS (= Union nationale du sport scolaire) teil. Ihr jüngerer Bruder Jérémy (Jey) (* 1991) wurde 2009 Cyclocross-Juniorenstaatsmeister und war ebenso als Triathlet aktiv.
Mit Triathlon begann Charlotte Morel 2003, als sie ihr Onkel Didier Morel zum örtlichen Triathlon-Verein Draguignan brachte. Nach dem Abschluss des Collège in Draguignan im Jahr 2004 wurde Morel an der Kaderschmiede Pôle Espoir CREPS PACA aufgenommen und besuchte das Lycée Saint Exupery in Saint-Raphaël und seit damals war Pierre Houseaux ihr Trainer.
Auf ihrer Homepage setzt Morel ihren großen Durchbruch 2006 an, als sie erstmals an internationalen Bewerben teilnahm und in Guadeloupe auf die olympische Distanz wechselte. Morel war jedoch schon 2005, nachdem sie im April 2005 nationale Duathlon-Meisterin geworden war (Kategorie: cadets), bei der Europameisterschaft in Griechenland gestartet und galt neben der Juniorenmeisterin des Vorjahres, Juliette Benedicto, als Medaillenanwärterin. Morel wurde, um einer französischen Jugend-Triathletin Platz zu schaffen, allerdings in der Juniorenklasse angemeldet. 

Seit 2006 gehörte Morel ständig der französischen Nationalmannschaft, seit 2008 auch der französischen Militär-Triathlonmannschaft an. Ab 2006 gehörte Morel (bis Ende 2012) dem Elite-Team des nordfranzösischen Clubs Beauvais Triathlon an, für den sie zusammen mit Weltstars wie Andrea Hewitt etliche Rennen der französischen Club-Meisterschaftsserie bestritt. 2006 legte Morel das Abitur (BAC S = scientifique, d. h. sciences de la vie et de la terre) ab und inskribierte an der Universität Nizza Sportwissenschaften (STAPS = Sciences et techniques des activités physiques et sportives).
Bei der französischen Club-Meisterschaftsserie Grand Prix de Triathlon Lyonnaise des Eaux ging Morel seit 2006 für Beauvais Triathlon an den Start, dessen Damen-Mannschaft 2006, 2009 und 2010 diese Club-Meisterschaftsserie gewann, dann aber 2011 und 2012 die Wettkampfserie boykottierte. Ab 2013 tritt Morel für Issy Triathlon in der Clubmeisterschaftsserie an.
Im Dezember 2007 trat Morel – so wie auch Sylvain Sudrie, Laurent Vidal, Emmie Charayron und Delphine Pelletier – dem Heer bzw. der Ecole d’application d’infanterie (= EAI) – damals noch in Montpellier – bei und gehört damit der Equipe de France Militaire de Triathlon (EFM) an. 2012 wurde das Triathlon-Team zum Dienstgrad Caporal befördert. 2008 konnte Morel bzw. ihr EAI-Team die Goldmedaille bei der Militär-Weltmeisterschaft in Estland gewinnen, in der Einzelwertung wurde sie Fünfte. 2011 wurde Morel bei der Militär-Weltmeisterschaft in Rio (24. Juli 2011) ebenfalls Fünfte in der Einzelwertung, das französische Mixed Team gewann die Goldmedaille, das Damenteam wurde 4.
In Deutschland ging Morel seit 2011 für EJOT Buschhütten in der Bundesliga an den Start und 2012 verhalf sie dem Verein zum Sieg in der Ersten Bundesliga.
Im Alter von 17 Jahren setzte sich Morel, die französische Duathlon- und Triathlonmeisterin, auch international durch: bei der Europameisterschaft in Autun wurde sie in der Juniorenklasse 13. und bei der Weltmeisterschaft in Lausanne Siebte. Auch bei der Duathlon-Weltmeisterschaft in Rimini sicherte sich Morel einen Top-Ten-Platz. Beim Schweizer Sprint-Triathlon in Walliswil gewann sie die Goldmedaille.
In Frankreich trat Morel 2006 erstmals für den Verein Beauvais Triathlon an, der 2006 so wie auch 2009 und 2010 die angesehene französische Clubmeisterschaft Lyonnaise des Eaux gewann. Morel nahm an zwei Bewerben dieser Meisterschaftsserie teil: in Beauvais wurde sie 28. und in Lorient 11. (Elite-Wertung).
Morel gewann 2007 sowohl die französische Duathlon- als auch die Triathlon-Juniorenmeisterschaft und wurde auch U23-Triathlonmeisterin(Espoir), womit sie zugleich auch im Alter von erst 18 Jahren die Silbermedaille in der Elite-Wertung gewann. In der französischen Clubmeisterschaftsserie Lyonnaise des Eaux trat Morel für Beauvais Triathlon an und war jeweils in ihrer Altersklasse immer unter den besten Drei: in Lorient Dritte (32. gesamt), in Embrun Zweite (6.) und in La Baule Dritte (8.). Bei der Junioreneuropameisterschaft in Kopenhagen und der Juniorenweltmeisterschaft in Hamburg wurde Morel Sechste bzw. Achte. Daneben trat Morel auch in der Elite-Kategorie an: bei einem Europacup in Polen und einem Premium-Europacup in der Türkei wurde sie 11. bzw. 14. Ihr traditionelles Sommer-Trainingslager in Alpe d’Huez krönte Morel mit dem Sieg beim Sprint-Triathlon im benachbarten Vaujany (29. Juli 2007).
International war Morel in verschiedenen Altersklassen erfolgreich: Bei der Junioren-Europameisterschaft in Lissabon wurde sie Neunte, bei der Juniorenweltmeisterschaft in Vancouver belegte sie den 24. Rang. Bei der U23-Europameisterschaft in Pulpí wurde sie Fünfte. in der Einzelwertung und gewann Silber im Teambewerb. In Luxemburg nahm Morel an ihrem ersten Europacup (Elite) teil und gewann Gold. Bei der Militär-Weltmeisterschaft in Estland belegte sie den vierten Platz in der Einzelwertung und gewann die Goldmedaille im Teambewerb.
Sie wurde Zweite in der Duathlon-Meisterschaft und Erste in der Juniorenwertung des Kurzdistanz-Triathlons in Embrun. In der Clubmeisterschaftsserie Lyonnaise des Eaux trat Morel wieder für den Verein Beauvais, der den Gesamtsieg davontrug. In Paris wurde sie Neunte (U23: 3.), in Beauvais Achte (U23: 5.) und in La Baule Dreizehnte (U23: 5.).
Den Triathlon von Alpe d’Huez gewann Morel am 31. Juli 2008 auf der Kurzdistanz (1,2 km Schwimmen, 30 km Radfahren und 7 km Laufen), nachdem sie vier Tage zuvor schon den Sprint-Triathlon im benachbarten Vaujany, wie schon 2007, gewonnen hatte.
Auch in Frankreich war Morel erfolgreich: mit ihrem Verein Beauvais gewann sie sowohl die Clubmeisterschaftsserie als auch die Clubmeisterschaft in Gruissan. Am Großen Finale der Clubmeisterschaftsserie in La Baule (Triathlon Audencia) nahm Morel jedoch nicht teil. Ihr Club verließ sich neben Py Bilot (15.) ganz auf die Legionärinnen Anja Dittmer (1.), Andrea Hewitt (3.), Hollie Avil (5.) und Vicky Holland (12.). Auch das siegreiche Herrenteam des Clubs Sartrouville ging in La Baule ausschließlich mit internationalen Gaststars an den Start, allen voran den Brownlee-Brüdern.
In drei der vorangegangenen Clubmeisterschafts-Triathlons lag Morel jedoch immer vor Py Bilot: in Dünkirchen auf Platz 15 (U23: 4.) gegenüber Pys 24. Platz, in Beauvais Platz 6 (U23: 3.) gegenüber Pys 7. Platz, in Tours auf Platz 10 (U23: 2.) gegenüber Pys 17. Platz. In Paris war jedoch Py besser und wurde 9. gegenüber Morels 11. Gesamtrang (U23: 5.).
Am 26. September 2009, dem Tag des Clubmeisterschafts-Abschlussrennens in La Baule, nahm Morel jedoch mit ihren Club-Kolleginnen Laetitia Duhamel und Sophie Henssien am Tri-Relay sowie am 27. September am Kurzdistanz-Triathlon von La Baule teil und wurde – beide Male ohne ernsthafte Konkurrenz – Erste.
2008 erlangte Morel das DEUG STAPS (Diplôme d’études universitaires générales) und im Sommer 2009 die Licence L3 in éducation et motricité, im Juni 2011 schloss sie ihr Master-Studium in Ernährungswissenschaft (Prévention et Education pour la Santé par l'Activité Physique, Option Prévention par l'alimentation et la nutrition) ab. In den französischen Medien wurde Morel immer wieder mit ihrer fast genau ein Jahr jüngeren Konkurrentin und Juniorenweltmeisterin 2009 Emmie Charayron verglichen, beide galten als große Olympiahoffnung für London 2012. Das Magazin Triathlète etwa widmete beiden die „Confrontation“ überschriebene Porträt-Doppelseite.

### Ab 2010
Nach dem äußerst erfolgreichen Jahr 2009 musste Morel 2010 einige verletzungsbedingte Rückschläge erleiden. Nach dem von ihr als enttäuschend eingeschätzten 22. Platz beim Weltcup in Quarteira verzichtete Morel auf die Teilnahme am Weltcup in Ishigaki, an dem ohnehin die meisten europäischen Triathleten wegen der isländischen Aschewolke und der andauernden Einschränkungen im Flugverkehr nicht teilnehmen konnten.
Für Beauvais Triathlon ging Morel drei Mal bei der französischen Clubmeisterschaftsserie an den Start: in Dünkirchen belegte sie den 19. Platz (U23: 5.), in Beauvais den 13. Platz (U23: 3.) und in Paris den 15. Platz (U23: 7.), damit war sie immer unter den drei triathlètes classants l'équipe, denen ihr Verein auch 2010 den Gesamtsieg der Meisterschaftsserie verdankt. Für das Große Finale in La Baule (Triathlon Audencia) am 18. September 2010 hatte sie ihr Verein aber nur unter den triatlètes invitées U23 genannt, sie hätte ihrem Verein also keine Punkte in der Mannschaftswertung bescheren können – tatsächlich schied sie dann vorzeitig aus und unterzog sich kurz darauf einer Knie-Operation mit eineinhalb-monatiger Rehabilitation am CERS in Boulouris.

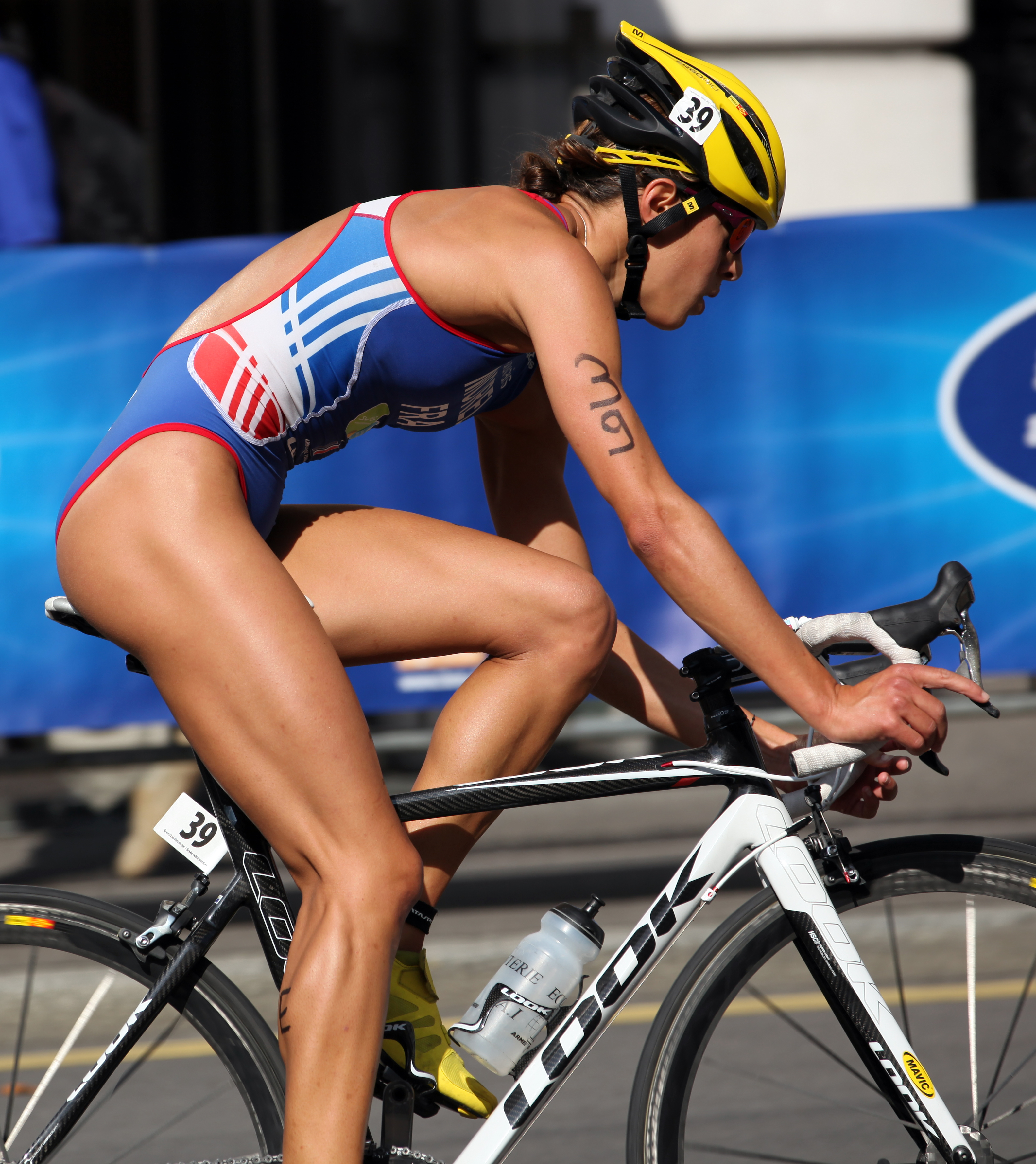
Charlotte Morel in Lausanne, 2012

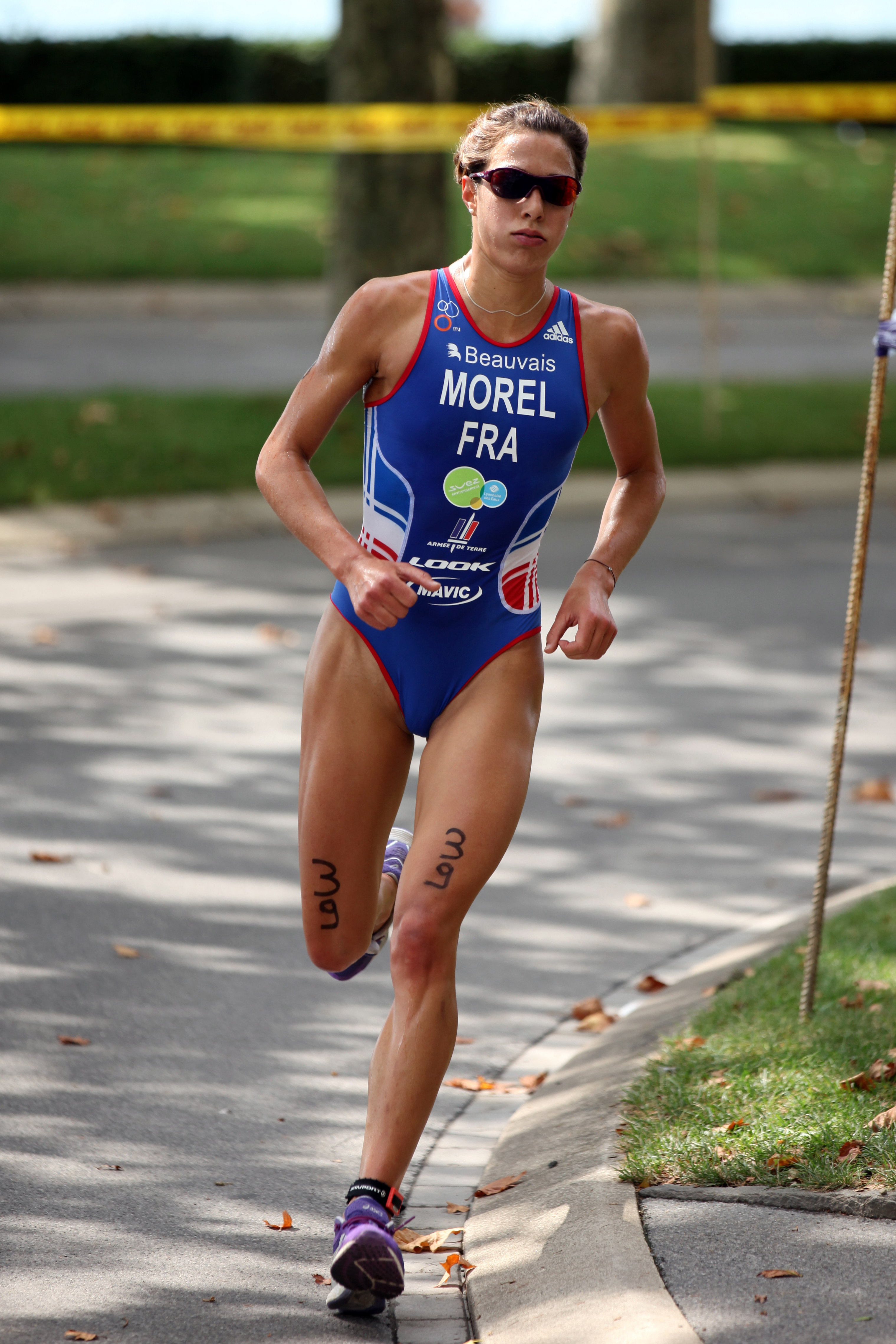
Morel gewinnt Bronze bei der WM in Lausanne, 2012

Auch wenn Morel auf ihrem Blog die Saison 2010 als mauvaise année bezeichnet, gelangen ihr doch zwei bedeutende Siege:
- Bei den französischen Staatsmeisterschaften in Charleville gewann sie den U23-Titel und konnte damit ihre jüngere Rivalin Emmie Charayron schlagen, die in Quarteira noch weit vor Morel lag und sich beim Weltmeisterschaftsserien-Triathlon in Spanien sensationell die Silbermedaille geholt hatte.
- Beim Premium-Europacup in Brasschaat gewann Morel Silber.

Pech hatte Morel dagegen bei jenem Rennen, das den Höhepunkt der Saison markieren sollte: bei der U23-Weltmeisterschaft in Budapest am 12. September 2010 kam Morel, wie viele andere, im sintflutartigen Regen auf der gefährlichen Radstrecke zu Sturz und schied aus. Das erwähnte Rennen in La Baule war nur noch als Abschiedsrunde 2010 gedacht und machte den Weg für eine geplante Knieoperation frei.
Morel blieb 2011 ihrem Verein Beauvais, für den sie seit 2006 antritt, treu, obwohl dieser die Clubmeisterschafts-Serie boykottierte, somit fehlte Morel auch in diesem Jahr im medienwirksamen Grand Prix de Triathlon. In Deutschland trat Morel für EJOT in der 2. Bundesliga/Nord an und wurde in Gladbeck (15. Mai 2012) Erste. Zusammen mit Scarlet und Mignon Vatlach sowie Eszter Pap gewann Morel Team-Gold und verhalf dem Verein in die 1. Bundesliga. Im ITU-Ranking 2011 (Women’s Standing) rückte Morel auf Platz 4 der 63 weltbesten U23-Triathletinnen vor.
Nach einer Rückenverletzung Ende 2011 und zwei je dreiwöchigen Trainingslagern in Kenia (Dezember 2011) und Lanzarote (Januar 2012) konnte Morel die neue Saison mit zwei vierten Plätzen bei ITU-Bewerben beginnen. Zwei Ermüdungsbrüche verhinderten jedoch ihre Teilnahme an wichtigen Qualifikations-Wettkämpfen für die Olympischen Spiele, so dass Jessica Harrison, Emmie Charayron und Carol Péon die französische Damen-Mannschaft bildeten und in London die Plätze 9, 18 und 29 errangen. Dennoch erreichte Morel bis zum Sommer wieder ihre Höchstform und gewann jeweils auf der olympischen Distanz die auch international beachteten Triathlon-Bewerbe in Alpe d’Huez (26. Juli 2012) und in Embrun (15. August 2012). Bei der Militär-Weltmeisterschaft in Lausanne (25. August 2012) wurde Morel schließlich Dritte und errang damit für die französische Mannschaft (Equipe de France Militaire de Triathlon EFM) in der Mixed-Kategorie Gold.
Der Ausklang der Saison 2012 bestätigte Morels starke Form, die sie ohne verletzungsbedingte Pause für London 2012 qualifiziert hätte: das Finale der Ersten Bundesliga in Schliersee (8. September 2012) gewann Morel überlegen und verhalf damit EJOT Buschhütten zum Gesamtsieg, beim Weltcup in Tongyeong (22. September 2012) wurde Morel Sechste. Auch bei zwei touristischen Triathlon-Bewerben, zu denen sie aus Werbegründen als französische Elite-Triathleten eingeladen worden war, zeigte sich Morels Weltklasse: beim Trans-Tahitienne (27. und 28. Oktober 2012) wurde sie mit ihrem Lebenspartner Frédéric Belaubre hinter den frisch verheirateten David Hauss und Melanie Annaheim Hauss Zweite. Den Indian Ocean Triathlon auf Mauritius (13. November 2012) konnte sie so wie schon im Vorjahr gewinnen.
Nach der zweijährigen, durch den Grand-Prix-Boykott ihres Vereins Beauvais erzwungenen Zwangspause tritt Morel 2013 erstmals wieder in der französischen Clubmeisterschaftsserie Lyonnaise des Eaux an, und zwar für Issy Triathlon, wo sie mit der Spanierin Carolina Routier und der Slowenin Mateja Šimic den harten Kern der aus eher unbekannten Läuferinnen bestehenden Mannschaft bildete. Morels alter Verein Beauvais zog sich mit dem Ende der Saison 2012 vollständig aus dem Elite-Sport zurück, so dass sich für Morel mit der Suche nach einem neuen Verein auch der Wiedereinstieg in die Grand-Prix-Serie verband. Ebenso ging Morel wieder in der deutschen Bundesliga, ebenfalls gemeinsam mit Carolina Routier, für EJOT Buschhütten an den Start.
Im Juli 2015 wurde sie französische Meisterin auf der Triathlon-Mitteldistanz.

### Triathlon-Langdistanz seit 2016
Im Juni 2016 wurde sie französische Meisterin auf der Langdistanz und im Oktober 2017 belegte die damals 28-Jährige im Ironman Taiwan (3,86 km Schwimmen, 180,2 km Radfahren und 42,195 km Laufen) den dritten Rang.
Seit 2019 tritt Morel nicht mehr international in Erscheinung.
Charlotte Morel ist mit dem ehemaligen Triathleten und mehrfachen Europameister Frédéric Belaubre (* 1980) liiert. Sie lebt unweit des Hochleistungszentrum ‹Creps Paca› in Boulouris.

## Sportliche Erfolge
| Datum/Jahr    | Platz | Wettbewerb                                           | Austragungsort     | Zeit     | Bemerkung                                                                         |
| ------------- | ----- | ---------------------------------------------------- | ------------------ | -------- | --------------------------------------------------------------------------------- |
| 21. Apr. 2019 | 3     | Cannes International Triathlon                       | Cannes             | 05:01:54 | hinter Camilla Pedersen und Alexandra Tondeur                                     |
| 2. Juli 2017  | 1     | FRA Middle Distance Triathlon National Championships | Dijon              | 04:35:43 | Französische Meisterin auf der Mitteldistanz                                      |
| 21. Mai 2017  | 3     | Ironman 70.3 Barcelona                               | Barcelona          | 04:45:53 |                                                                                   |
| 16. Apr. 2017 | 2     | Cannes International Triathlon                       | Cannes             |          | [ 9 ]                                                                             |
| 5. Juli 2015  | 1     | FRA Middle Distance Triathlon National Championships | Gravelines         | 04:33:11 | Staatsmeisterin auf der Mitteldistanz                                             |
| 19. Apr. 2015 | 4     | Cannes International Triathlon                       | Cannes             | 04:26:28 |                                                                                   |
| 28. März 2015 | 15    | Ironman 70.3 California                              | Oceanside          | 04:35:47 |                                                                                   |
| 28. Sep. 2014 | 4     | FRA Sprint Triathlon National Championships          | Frankreich         | 01:01:14 | Vierte auf der Sprintdistanz (750 m Schwimmen, 20 km Radfahren und 5 km Laufen)   |
| 7. Sep. 2014  | 2     | Triathlon de Gérardmer                               | Gérardmer          | 02:27:35 | auf der olympischen Distanz                                                       |
| 13. Apr. 2014 | 1     | Cannes International Triathlon                       | Cannes             | 04:09:06 | Siegerin auf der Mitteldistanz (2 km Schwimmen, 80 km Radfahren und 16 km Laufen) |
| 7. Sep. 2013  | 1     | Triathlon de Gérardmer                               | Gérardmer          | 02:20:07 | Siegerin auf der olympischen Distanz                                              |
| 25. Aug. 2012 | 3     | CISM Militär-Weltmeisterschaft Triathlon             | Lausanne           |          |                                                                                   |
| 2012          | 3     | FRA Triathlon National Championships                 | Saint-Cyr (Vienne) |          | Staatsmeisterschaft auf der Kurzdistanz                                           |
| 28. Okt. 2011 | 4     | ETU Triathlon European Championship U23              | Eilat              |          | U23-Europameisterschaft                                                           |
| 13. Sep. 2011 | 8     | ITU Triathlon World Championship U23                 | Peking             |          | Triathlon-Weltmeisterschaft in der Klasse U23                                     |
| 24. Juli 2011 | 5     | CISM Militär-Weltmeisterschaft Triathlon             | Rio de Janeiro     |          |                                                                                   |
| 2011          | 2     | FRA Triathlon National Championships                 | Frankreich         |          | Vizestaatsmeisterin auf der Kurzdistanz                                           |
| 2010          | 3     | FRA Triathlon National Championships                 | Frankreich         |          | Staatsmeisterschaft auf der Kurzdistanz                                           |
| 2009          | 3     | FRA Triathlon National Championships                 | Frankreich         |          | Staatsmeisterschaft auf der Kurzdistanz                                           |
| 12. Juni 2008 | 5     | CISM Militär-Weltmeisterschaft Triathlon             | Otepää             |          |                                                                                   |
| 5. Juni 2008  | 24    | ITU Triathlon World Championship Junior Women        | Vancouver          |          |                                                                                   |
| 30. Aug. 2007 | 8     | ITU Triathlon World Championship Junior Women        | Hamburg            |          |                                                                                   |
| 2007          | 2     | FRA Triathlon National Championships                 | Frankreich         |          | Vizestaatsmeisterin auf der Kurzdistanz                                           |
| 23. Juni 2006 | 13    | ETU Triathlon European Championship Junior Women     | Autun              |          | Junioreneuropameisterschaft                                                       |
| 23. Juli 2005 | 36    | ETU Triathlon European Championship Junior Women     | Alexandroupoli     |          | Junioreneuropameisterschaft                                                       |

| Datum/Jahr    | Platz | Wettbewerb                                         | Austragungsort | Zeit     | Bemerkung                                      |
| ------------- | ----- | -------------------------------------------------- | -------------- | -------- | ---------------------------------------------- |
| 15. Aug. 2018 | 2     | Embrunman                                          | Embrun         | 11:06:27 | auf der Langdistanz                            |
| 24. Juni 2018 | 5     | Ironman France                                     | Nizza          | 09:46:43 |                                                |
| 15. Apr. 2018 | DNF   | Ironman South Africa                               | Port Elizabeth | –        | Rennabbruch auf der Laufdistanz                |
| 1. Okt. 2017  | 3     | Ironman Taiwan                                     | Kenting        | 10:54.24 |                                                |
| 2. Juli 2017  | 1     | FRA Long Distance Triathlon National Championships | Dijon          | 04:35:43 | Französische Meisterschaft auf der Langdistanz |
| 15. Aug. 2016 | 2     | Embrunman                                          | Embrun         | 10:48:58 |                                                |
| 19. Juni 2016 | 1     | FRA Long Distance Triathlon National Championships | Baudreix       | 05:42:48 | Französische Meisterin Triathlon-Langdistanz   |

| Datum/Jahr | Platz | Wettbewerb                                      | Austragungsort | Zeit | Bemerkung                                 |
| ---------- | ----- | ----------------------------------------------- | -------------- | ---- | ----------------------------------------- |
| 2005       | 1     | FRA Duathlon National Championship Junior Women | Frankreich     |      | Juniorenstaatsmeisterin Duathlon (cadets) |

| Datum/Jahr    | Platz | Wettbewerb                 | Austragungsort | Zeit    | Bemerkung                  |
| ------------- | ----- | -------------------------- | -------------- | ------- | -------------------------- |
| 25. Feb. 2007 | 2     | Aquathlon Indoor de Vittel | Vittel         | 07:07,4 | Zweite hinter Julie Nivoix |

(DNF – Did Not Finish)